# هيرنان وليامز
هيرنان وليامز (30 ديسمبر 1985 في الأرجنتين - ) (بالإسبانية: Hernan Williams)‏ هو لاعب كريكت أرجنتيني. شارك مع منتخب الأرجنتين الوطني للكريكت.

## وصلات خارجية
- هيرنان وليامز على موقع إي آس بي آن كريك إنفو (الإنجليزية)